# Phytomyza aristata
Phytomyza aristata este o specie de muște din genul Phytomyza, familia Agromyzidae, descrisă de Friedrich Georg Hendel în anul 1934.
Este endemică în Italia. Conform Catalogue of Life specia Phytomyza aristata nu are subspecii cunoscute.